# Marc Janko
Marc Janko (Beč, 25. lipnja 1983.) je austrijski umirovljeni nogometaš. Igrao je na poziciji napadača.
Janko je sin Eve Janko, koja je osvojila brončanu medalju u bacanju koplja na Olimpijskim igrama 1968. godine u Ciudad de Méxicu.
Austrijski nogometni izbornik objavio je u svibnju 2016. godine popis za nastup na Europskom prvenstvu u Francuskoj, na kojem je se nalazio Janko.

## Vanjske poveznice
- Profil na Transfermarktu
- Profil na Soccerwayu